# Trachysomus santarensis
Trachysomus santarensis là một loài bọ cánh cứng trong họ Cerambycidae.